# Seán Casey
Seán Casey (* 9. Mai 1922 in Cork, Irland; † 29. April 1967 ebenda) war ein irischer Politiker der Labour Party. Er gehörte von 1954 bis zu seinem Tod als Teachta Dála (Abgeordneter) dem Dáil Éireann, dem Unterhaus des irischen Parlaments (Oireachtas), an. Casey war Bürgermeister von Cork (Lord Mayor of Cork).

## Leben
Casey kandidierte bei den Wahlen 1948 und 1951 im Wahlkreis Cork Borough. Bei der Nachwahl für den verstorbenen Thomas F. O’Higgins senior wurde er abgeschlagen. Er konnte aber noch im gleichen Jahr bei den Wahlen 1954 in den Dáil einziehen. Diesen Sitz konnte er dann bei den Wahlen 1957, 1961 und 1965 verteidigen. Er verstarb noch im Amt.
Im Anschluss daran war er wieder kommunalpolitisch im Cork County Council aktiv. 
Casey war Mitglied in der Cork Corporation und von 1956 bis 1957, 1962 bis 1963 und 1966 bis 1967 Lord Mayor of Cork.